# El Campo
El Campo is een plaats (city) in de Amerikaanse staat Texas, en valt bestuurlijk gezien onder Wharton County.

## Demografie
Bij de volkstelling in 2000 werd het aantal inwoners vastgesteld op 10.945.
In 2006 is het aantal inwoners door het United States Census Bureau geschat op 10.816, een daling van 129 (-1,2%).

## Geografie
Volgens het United States Census Bureau beslaat de plaats een oppervlakte van
19,3 km², geheel bestaande uit land. El Campo ligt op ongeveer 32 m boven zeeniveau.

## Plaatsen in de nabije omgeving
De onderstaande figuur toont nabijgelegen plaatsen in een straal van 36 km rond El Campo.